# Кардинал-Детуш, Андре
Андре́ Кардина́л, известный под именем Дету́ш (фр. André Cardinal, dit Destouches; 1672, Париж — 7 февраля 1749, там же) — французский композитор эпохи барокко, генеральный инспектор Королевской академии музыки (с 1713) и её директор в 1728—1730 годах.

## Биография
Андре Кардинал родился в Париже в семье богатого купца Этьена Кардинала, сеньора де Туш. Был крещён 6 апреля 1672 года. В 1683 году его отец основал в Сен-Бартелеми бесплатную школу для бедных мальчиков, сын же получил образование в Париже, в иезуитском Лицее Людовика Великого.
С одним из иезуитов, Ги Ташаром, в январе 1687 года он отправился в миссию в Сиам (Ташар описал их путешествие в своём «Втором путешествии в Сиам»). Проведя некоторое время на Мысе Доброй Надежды, в сентябре того же года прибыл в Сиам. Через год, в сентябре 1688 года, вернулся во Францию, после чего провёл несколько месяцев в Королевской академии на улице Турнон (ныне № 6, особняк Бранкаса).
В 1692 году Андре вступил в армию и участвовал в осаде Намюра, занимаясь музыкой в свободные от службы часы. После смерти отца в августе 1694 года, он добавил к своему имени приставку «Детуш» в его память. В 1696 году оставил службу и посвятил себя занятиям музыкой. Учился у композитора Андре Кампра.
В 1697 году представил в каминном зале Фонтенбло свою героическую пастораль «Иссе» на слова Антуана де Ламотта. Два с небольшим месяца спустя «Иссе» была исполнена в Трианоне по случаю бракосочетания внука Людовика XIV герцога Бургундского — по желанию короля к ней был дописан пролог.
В 1713 году получил должность генерального инспектора Королевской академии музыки с окладом в 4 тысячи ливров в год. В период регентства (между 1715 и 1723 годами) купил себе поместье Водуар в Сартрувилле, неподалёку от Парижа. В 1724 году женился на Антуанетт де Рейнольд де ла Феррьер (Anne-Antoinette de Reynold de la Ferrière).
В 1725 году Людовик XV назначил его главным инспектором (суперинтендантом) покоев короля. После смерти Делаланда в 1726 году, Детуш стал руководителем придворной «музыки короля». 8 февраля 1728 он был назначен директором Королевской академии музыки, однако пробыл на этой должности лишь до 1730 года.
Стоял у истоков публичных концертов, дирижировав своими произведениями в Париже в 1725 и 1728 годах. Для королевы Марии Лещинской возобновил регулярные придворные концерты в Тюильри. Дирижировал оркестром на придворном маскараде в честь дочерей короля 13 января 1744 года.
Андре Кардинал-Детуш умер 7 февраля 1749 года в родном городе. Был похоронен в церкви Святого Роха.

## Произведения
- 1697, Фонтенбло — «Иссе[англ.]», героическая пастораль[англ.] на либретто А. де Ламотта
- 1699 — «Амадис Греческий», музыкальная трагедия на либретто А. де Ламотта
- 1699 — «Марпезия[англ.], первая царица амазонок», музыкальная трагедия на либретто А. де Ламотта
- 1701 — «Омфала[англ.]», музыкальная трагедия на либретто А. де Ламотта
- 1703 — «Карнавал и безрассудство», комедия-балет на либретто А. де Ламотта (вновь поставлен в 2007 году)
- 1712 — «Каллироя[англ.]», музыкальная трагедия на либретто П.-Ш. Руа (существует запись Эрве Нике)
- 1714 — «Телемак и Калипсо[англ.]», музыкальная трагедия на либретто С.-Ж. Пеллегрена[фр.]
- 1716 — «Энона», кантата для голоса соло с симфонией, на либретто А. де Ламотта (вновь исполнена в 2009 году на Фестивале в Амброне)
- 1718 — «Семирамида[англ.]», музыкальная трагедия на либретто П.-Ш. Руа
- 1719 — «Семела», кантата для голоса соло с симфонией, на либретто А. де Ламотта (вновь исполнена в 2009 году на Фестивале в Амброне)
- 1721 — «Стихии[англ.]», опера-балет на либретто П.-Ш. Руа (написана совместно с М.-Р. Делаландом; в премьере участвовал Людовик XV)
- 1726 — «Стратегемы Амура», героический балет на либретто П.-Ш. Руа